# Tribunal Regional Eleitoral da Paraíba
O Tribunal Regional Eleitoral da Paraíba (TRE-PB) é um órgão da Justiça Eleitoral brasileira com competência para julgar, originariamente ou através de recursos, litígios de natureza eleitoral, com jurisdição no Estado da Paraíba. Sua sede administrativa é localizada na cidade de João Pessoa, na Avenida Princesa Isabel, nº 201, Centro, CEP: 58013-911, onde funciona a Secretaria do Tribunal e são realizadas as sessões plenárias.
O TRE-PB possui ainda 68 zonas eleitorais, sendo 5 delas na Capital. O atendimento ao eleitor é feito nos cartórios eleitorais. 

## Composição
Por não ter um quadro próprio, o TRE-PB é composto por 5 (cinco) juízes titulares e 2 (dois) advogados, agora formando um COLEGIADO, de SEGUNDA INSTÂNCIA, cujos membros passam a ser denominados DESEMBARGADORES, subordinado (TRE) ao TSE -Tribunal Superior Eleitoral, com sede em Brasília-DF, conforme o artigo 120, §1º da Constituição Federal de 1988, assim escolhidos:
- 2 (dois) desembargadores do Tribunal de Justiça da Paraíba (TJ-PB), eleitos por voto secreto entre seus membros;
- 2 (dois) juízes de direito, eleitos por voto secreto pelo Tribunal de Justiça da Paraíba;
- 1 (um) juiz federal, escolhido pelo Tribunal Regional Federal (TRF) da 5ª Região;
- 2 (dois) advogados de notável saber jurídico e idoneidade moral, dentre seis indicados pelo Tribunal de Justiça da Paraíba, e nomeados pelo Presidente da República.

Para cada membro titular, existem membros substitutos que são escolhidos pelo mesmo processo e em número igual para cada categoria.
O Presidente e o Vice-Presidente são eleitos pelo próprio TRE-PB, mediante voto secreto, dentre os dois membros desembargadores oriundos do Tribunal de Justiça da Paraíba. 
O Corregedor Regional Eleitoral do TRE-PB será escolhido, por escrutínio secreto, dentre os juízes do Tribunal, exceto o Presidente.

### Composição atual da Corte
Em 16/04/2017
| Nome                                   | Origem            | Função                                                             |
| Membros titulares                      | Membros titulares | Membros titulares                                                  |
| -------------------------------------- | ----------------- | ------------------------------------------------------------------ |
| Maria das Graças Morais Guedes         | Desembargadora    | Presidente                                                         |
| Romero Marcelo da Fonseca Oliveira     | Desembargador     | Vice-presidente e Corregedor                                       |
| Antônio Carneiro de Paiva Júnior       | Juiz de direito   | Diretor da Escola Judiciária Eleitoral                             |
| Michelini de Oliveira Dantas Jatobá    | Juíza de direito  | Diretora da Ouvidoria                                              |
| Emiliano Zapata de Miranda Leitão      | Juiz federal      |                                                                    |
| Breno Wanderley César Segundo          | Advogado          | Vice-Diretor da Escola Judiciária Eleitoral                        |
| Vago                                   | Advogado          |                                                                    |
| Membros substitutos                    |                   |                                                                    |
| Frederico Martinho da Nóbrega Coutinho | Desembargador     |                                                                    |
| Leandro dos Santos                     | Desembargador     |                                                                    |
| José Célio de Lacerda Sá               | Juiz de direito   |                                                                    |
| Gustavo Leite Urquiza                  | Juiz de direito   |                                                                    |
| Rudival Gama do Nascimento             | Juiz federal      |                                                                    |
| Márcio Maranhão Brasilino da Silva     | Advogado          | Juiz Membro substituto com assento na Corte e Vice-Diretor Ouvidor |
| Aécio de Souza Melo Filho              | Advogado          |                                                                    |

## O Tribunal
A Justiça Eleitoral é o ramo especializado do Poder Judiciário que visa garantir a lisura, a eficiência e a eficácia do processo eleitoral, contribuindo para o fortalecimento da democracia e a consolidação do Estado de Direito. Compete à Justiça Eleitoral preparar, realizar e apurar as eleições, além de administrar o Cadastro Nacional de Eleitores. O principal objetivo da Justiça Eleitoral é o gerenciamento do processo eleitoral, através de diretrizes claras e firmes, evitando vícios, abusos e fraudes.
O Tribunal Regional Eleitoral da Paraíba - TRE-PB, órgão máximo da Justiça Eleitoral no Estado, tem como instância superior, em matéria eleitoral, o Tribunal Superior Eleitoral, sediado em Brasília - Distrito Federal.
A finalidade do TRE-PB é planejar e coordenar o processo eleitoral nas eleições federais, estaduais e municipais, no âmbito do Estado da Paraíba.
Compete, também, ao Tribunal:
- julgar os recursos interpostos das decisões dos Juízes e Juntas Eleitorais do Estado;
- julgar os processos originários e administrativos do próprio Tribunal;
- registrar os partidos e candidatos a cargos eletivos de Governador, Senador, Deputado Federal e Estadual;
- receber e analisar a prestação de contas dos mesmos, prestadas ao final de cada campanha estadual;
- analisar as prestações de contas anuais dos órgãos regionais dos partidos políticos;
- elaborar e fiscalizar o calendário estadual de propaganda eleitoral;
- proceder à anotação e cancelamento dos diretórios estaduais e municipais dos partidos políticos;
- julgar as impugnações relativas aos pedidos de registros de candidaturas e as arguições de inelegibilidade;
- designar os Juízes Titulares das Zonas Eleitorais do Estado da Paraíba;
- administrar o Cadastro de Eleitores.

## Corregedoria Regional Eleitoral
A Corregedoria Regional Eleitoral da Paraíba (CRE-PB) exerce o controle disciplinar e busca promover a correta administração na sua área de atuação que compreende os servidores e magistrados das 68 (sessenta e oito) Zonas Eleitorais.
Resumidamente, as atribuições da CRE-PB são:
- receber as reclamações e denúncias de qualquer interessado, relativas aos magistrados e aos serviços judiciários eleitorais.;
- realizar sindicâncias, inspeções e correições;
- convocar à sua presença magistrados que devem prestar informações de interesse da Justiça Eleitoral ou indispensáveis à solução de caso concreto;
- elaborar e apresentar relatórios referentes ao conteúdo próprio de suas atividades de correição, inspeção e sindicância;
- expedir instruções, provimentos e outros atos normativos para o funcionamento dos serviços nos Cartórios Eleitorais;
- promover reuniões e sugerir, ao Presidente, a criação de mecanismos e meios para a coleta de dados necessários ao bom desempenho das atividades da Corregedoria;
- manter contato direto com as demais Corregedorias da Justiça Eleitoral;
- promover reuniões periódicas para estudo, acompanhamento e sugestões para melhoria dos serviços cartorários;
- presidir a inquéritos contra juízes eleitorais, com assistência obrigatória do Procurador Regional Eleitoral ou de Membro do Ministério Público por ele indicado.

## Escola Judiciária Eleitoral
A Escola Judiciária Eleitoral (EJE-PB) tem como finalidades previstas, e sem prejuízo de outras atribuições definidas em seu Regimento Interno, a capacitação de forma eventual e contínua de Magistrados, membros do Ministério Público e servidores da Justiça Eleitoral, a difusão do Direito Eleitoral e a realização de atividades de caráter socioeducativo.

## Zonas Eleitorais
Zona Eleitoral - ZE é a parte do território, onde o Juiz Eleitoral exerce a sua jurisdição, em primeira instância. Área constituída em colégio eleitoral, para que nela votem, ou exerçam seu dever político, os seus respectivos eleitores. 
Na Paraíba existem atualmente 68 Zonas eleitorais, cujas sedes são distribuídas entre 51 municípios.
O Cartório Eleitoral é a repartição pública federal onde ficam os registros, documentos e papéis da Zona Eleitoral. Ademais, situa-se no âmbito de auxílio à prestação jurisdicional do magistrado eleitoral. Em alguns Cartórios Eleitorais de maior porte o contato inicial e direto com os cidadãos ocorre em ambiente próprio denominado de Central de Atendimento ao Eleitor – CENATEL. 
Atuam na Zona Eleitoral um Juiz Eleitoral, um Promotor Eleitoral, um Chefe de Cartório e outros servidores cartorários. O Juiz Eleitoral é escolhido dentre os Juízes de Direito da Comarca e o Promotor Eleitoral é escolhido dentre os Promotores de Justiça da Comarca. Ambos exercem suas funções eleitorais cumulativamente com as atribuições do órgão de origem. O Chefe do Cartório nomeado é um dos dois servidores efetivos do Cartório, o Analista Judiciário ou o Técnico Judiciário.
A missão da Zona Eleitoral é planejar, coordenar e executar o processo eleitoral no âmbito de sua jurisdição, seguindo as orientações do TRE e TSE.
Cabe, ainda, ao Juízo Eleitoral:
- proceder ao alistamento e à revisão de dados pessoais dos eleitores pertencentes a sua jurisdição;
- proceder à transferência de eleitores que a requererem;
- emitir segundas vias de títulos eleitorais;
- julgar as impugnações às operações requeridas no cadastro eleitoral;
- registrar justificativas de ausência aos pleitos e aos trabalhos eleitorais;
- registrar partidos e candidatos a cargos eletivos de prefeito e vereador, assim como, receber e analisar as prestações de contas dos candidatos;
- analisar as prestações de contas anuais dos órgãos municipais dos partidos políticos;
- elaborar e fiscalizar o calendário de propaganda eleitoral de município que pertença a sua jurisdição;
- julgar as impugnações de registros ou de candidaturas, e das arguições de inelegibilidade;
- registrar a desfiliação partidária de eleitores;
- analisar e decidir os requerimentos de regularização de inscrição de eleitores;
- decidir a respeito das duplicidades e pluralidades de inscrição eleitoral;
- proceder ao cancelamento da inscrição de eleitores falecidos, bem como, suspender a inscrição de eleitores condenados, interditos, ímprobos e conscritos;
- administrar o Cadastro de Eleitores de sua jurisdição; entre outros.